# Nils Alfred Ehrnberg
Nils Alfred Ehrnberg, född 16 februari 1858 i Simrishamn, död där 11 april 1914
, var en svensk industriman och kommunalpolitiker. Han var son till Jonas Ehrnberg.
Ehrnberg studerade vid Kristianstads högre allmänna läroverk 1870-1874 och blev därefter lärling i faderns garveri i Simrishamn. 1876-1878 var han lärling hos garvarmästare H. P. Eibye i Nyborg där han erhöll gesällbrev och arbetade därefter hos Aktiesælskabet M. J. Ballins Sønner i Köpenhamn 1878-1879 och genomreste därefter som gesäll Tyskland, Österrike, Italien, Schweiz, Frankrike och Belgien 1879-1882. Efter sin återkomst anställdes han i familjebolaget där han 1885 blev kompanjon med fadern under företagsnamnet J. Ehrnberg & son. Efter ombildning till aktiebolag var han VD för AB Ehrnberg & sons läderfabrik 1898-1914. Ehrnberg var även ledamot av stadsfullmäktige i Simrishamn 1891-1914 (1899-1901 som vice ordförande), ledamot av Simrishamns fattigvårdsstyrelse 1891-1914 (dess ordförande 1909-1914), ledamot av hamndirektionen som vice ordförande 1909-1914, ledamot av styrelsen för Simrishamns sparbank 1899-1914 (som vice ordförande 1906-1914), ledamot av planteringsdirektionen 1897-1914, av hamnbyggnadsstyrelsen 1905-1910, ordförande för styrelsen för Cimbrishamns tegelbruks AB 1899-1914, ledamot av Simrishamns fabriks- och hantverksförening 1886-1914 (som ordförande 1906-1914), av Garveriidikareföreningens styrelse 1906-1914 (som ordförande 1910-1914) och av Skånska städernas brandstodskommitté 1908-1914. Nils Alfred Ehrnberg blev riddare av Vasaorden 1908.